# Skrikuvar
Skrikuvar (Megascops) är ett stort släkte i familjen ugglor som enbart förekommer i Nord- och Sydamerika. Tidigare placerades de i samma släkte som dvärguvar i Otus, men genetiska studier visar att de inte är närbesläktade. Ponderosaugglan (Psiloscops flammeolus) står nära skrikuvarna, men urskiljs numera oftast i ett eget monotypiskt släkte. Det samma gäller systerarten puertoricougglan (Gymnasio nudipes), tidigare placerad i Megascops med svenska namnet puertoricodvärguv. De är små ugglor som ofta inte är mer än 18–23 cm långa.

## Arter i släktet
Nedanstående lista med 22 arter följer AviList:
- Barbent skrikuv (M. clarkii)
- Mustaschskrikuv (M. trichopsis)
- Vitstrupig skrikuv (M. albogularis)
- Chólibaskrikuv (M. choliba)
- Peruskrikuv (M. koepckeae)
- Rostskrikuv (M. ingens)
- Kastanjeskrikuv (M. petersoni)
- Molnskogsskrikuv (M. marshalli)
- Yungasskrikuv (M. hoyi)
- Vattrad skrikuv (M. guatemalae)
- Chocóskrikuv (M. centralis)
- Bergskrikuv (M. roraimae)
- Långtofsad skrikuv (M. sanctaecatarinae)
- Chiapasskrikuv (M. barbarus)
- Balsasskrikuv (M. seductus)
- Kustskrikuv (M. cooperi)
- Västlig skrikuv (M. kennicottii)
- Östlig skrikuv (M. asio)
- Santamartaskrikuv (M. gilesi) – nyligen beskriven art
- Tumbesskrikuv (M. roboratus)
- Gulbröstad skrikuv (M. watsonii)
- Svartkronad skrikuv (M. atricapilla)